# Jonathan Morgan (director)
Jonathan Morgan (5 de febrero de 1966) nacido con el nombre de Scott Gallegos es un ex actor y actual director de películas pornográficas. Ha dirigido para diversos estudios, entre ellos para Wiked Pictures, donde realizó películas como Inside Porn.

## Vida personal
Morgan está casado con la actriz de películas del tipo porno softcore, Nikki Fritz.

## Premios
- Salón de la Fama de AVN[2]
- 1994 Premio AVN – Intérprete Masculino del Año[3]
- 1994 Premio AVN – Mejor Actor - Vídeo – El Creasemaster[3]
- 1994 Premio AVN – Mejor Actuación No Sexual – Noches Mordaces[3]
- 1994 Premio AVN – Mejor Guion - Vídeo – Noches Mordaces[3]
- 1995 Premio AVN – Mejor Actor de Reparto - Vídeo – La Cara[3]
- 1998 Premio AVN – Mejor Guion - Vídeo – Crazed[3]
- 2000 Premio AVN – Mejor Director - Vídeo – Doble Feature![3]
- 2000 Premio AVN – Mejor edición de vídeo - Doble Feature![3]